# Wohlstand für Alle (Zeitschrift)
Wohlstand für Alle war eine anarchistische Zeitschrift. Sie erschien in Wien von 1907 bis 1914 und wurde von Pierre Ramus herausgegeben.

## Geschichte
Am 22. Dezember 1907 erschien die erste Ausgabe der Zeitschrift. Sie vermittelte, dass sowohl die Emanzipation der arbeitenden Bevölkerung hohe Priorität habe als auch das Ziel einer freien Gesellschaft. Wohlstand für Alle („WfA“) erschien anfangs jeden ersten und dritten Sonntag im Monat, später regelmäßig jeden zweiten und vierten Mittwoch pro Monat. Die Zeitschrift verstand sich, so die Redaktion, unabhängig von linken und rechten Parteien. Die Nr. 1 hatte einen längeren Artikel über die „Internationale des revolutionären Sozialismus und Anarchismus“ aus Italien, Ungarn, Schweden, Belgien, Rumänien, Frankreich und anderen Ländern zum Thema. Dieser Artikel erschien auch in weiteren Ausgaben verknüpft mit neuen Informationen. Herausgeber und verantwortliche Redakteure waren unter anderem  Jon. Poddany, Gustav Seitz und Jaroslaw Schebesta. Wohlstand für Alle legte Wert auf die Feststellung, dass sie jede Zersplitterung der Arbeiterbewegung entschieden ablehne und sich nicht den Sozialdemokraten anschließen werde, da diese eine kleinbürgerliche und demokratische Reformpartei geworden sei. Die „WfA“ stellte (in der Nr. 1, 22. Dezember 1907) eine Konzeption des Prozesses „Umwandlung des Privateigentums in Gemeinschaftseigentum“ vor im Sinne des kommunistischen Anarchismus. Dabei kam es seitens der Zeitschrift deutlich zum Ausdruck, dass die Herausgeber, Redakteure und Mitarbeiter stolz darauf waren, Anarchisten zu sein und die Diktatur des Proletariats ablehnten. Eine herrschaftslose Gesellschaft, eine freie Vereinigung von Gemeinschaften hänge vom selbstständigen Handeln und Denken des und der individuellen Menschen ab.
Artikel erschienen unter anderem von Maurice Bourguin, Ferdinand Domela Nieuwenhuis, Pierre-Joseph Proudhon, Pierre Ramus, Michael Bakunin, Charles Malato, Erich Mühsam, Peter Kropotkin, Josef Peukert, Upton Sinclair, Fritz Brupbacher. Das Titelblatt der Nr. 2 (2. Jahrgang) vom 17. Januar 1909 war dem „Andenken an den Jahrestag der russischen Revolution“ gewidmet. Eine erste literarische Beilage mit dem Titel „Ohne Herrschaft“ erschien im Dezember 1907 und wurde fortgesetzt in späteren Ausgaben. Themen waren u. a.: „Sturmgedichte und Melodien des internationalen Freiheitskampfes“, „Ein unbekannter Brief Tolstois“, „Die Frau der Zukunft“, „Auf dem Schlachtfelde“, „Ein Kriegsgedicht gegen den Krieg“, „Wenn Jesus wiederkäme“, „Die Landstreicherin“. Von der Nr. 1 der „WfA“ beschlagnahmte die österreichische Staatsanwaltschaft zwei Ausgaben,  weitere Beschlagnahmungen folgten. In der Nr. 2 (7. Jahrgang) vom 28. Januar 1914 wurde in Fettschrift das Wort „Konfisziert“ gedruckt, anstelle der betreffenden Artikel war eine Leerstelle. Pierre Ramus (Pseudonym für Rudolf Grossmann) wurde im April 1914 unter dem Vorwand der Spionage als bekannter Antimilitarist verhaftet.
Wohlstand für Alle beschränkte sich nicht nur auf Staats-, Gesellschafts- und Parteienkritik. Kulturelle Veröffentlichungen wie Gedichte, Rubriken wie „Briefe an unsere Leser“, „Vereinskalender“, „Veranstaltungen: Gartenfest“, „Ausflug der Kameraden“, „Korrespondenzen“. Im „Briefkasten“ unter anderem: „Warnungen vor Personen die sich als Anarchisten ausgaben“ bestimmten gleichermaßen das Erscheinungsbild des Blattes. In „Unser Büchertisch“ unter anderem: Erinnerungen von Alexander Herzen. Im Broschürenverlag von „WfA“ erschien mit der  Nr. 1: „Anarchie“ von Errico Malatesta.
Veröffentlicht wurden die Artikel: „Weshalb wir Anarchisten sind“, „Syndikalismus und Parlamentarismus“, „Offizielles Protokoll des Internationalen Antimilitaristischen Kongresses (Amsterdam 1907)“, „Ökonomische Grundzüge des kommunistischen Anarchismus“, „Frauenstimmrecht und die Befreiung der Frau“, „Individuum, Staat und Gesellschaft“, „Aus dem Tagebuch eines Kommunarden von Élisée Reclus“, „Der kapitalistische Sozialismus“ und andere mehr.
Nachfolger von Wohlstand für Alle war die Zeitschrift Erkenntnis und Befreiung.
Seit 1992 existiert zum Gedenken an P. Ramus die Pierre-Ramus-Gesellschaft. Sie gibt die Zeitschrift Erkenntnis heraus als Nachfolgezeitschrift von Erkenntnis und Befreiung.

## Weiterführende Literatur
- Max Nettlau (Hrsg.): Geschichte der Anarchie. In Zusammenarbeit mit dem IISG (Amsterdam). Neue herausgegeben von Heiner Becker. Bibliothek Thélème, Münster 1993, 1. Auflage, Neudruck der Ausgabe Berlin, Verlag Der Syndikalist, 1927.
  - Band 5, Anarchisten und Syndikalisten. S. 217, 248, 285, 289, 442.
- Hartmut Rübner, Freiheit und Brot. Die Freie Arbeiter-Union Deutschlands. Eine Studie zur Geschichte des Anarchosyndikalismus. Über Rudolf Großmann (Pseudonym: Pierre Ramus), S. 80, 81, 86, 192, 267, 270, 301. Libertad Verlag, Potsdam 1994, ISBN 3-922226-21-3.